# Berberocarum
Berberocarum, monotipski biljni rod iz porodice štitarki smješten u tribus Careae. Jedina je vrsta je B. atlanticum marokanski endem iz Visokog Atlasa

## Povijest roda
U sjeverozapadnoj Africi (Maroko), rod Carum (Apiaceae/Umbelliferae) zastupljen je sa šest malo poznatih vrsta. Kako bi se razjasnili odnosi ovih vrsta unutar Caruma, provedena su detaljna morfološka istraživanja i analiza molekularne sekvence četiriju vrsta (C. atlanticum, C. jahandiezii, C. lacuum i C. proliferum) na temelju unutarnje transkribirane razmaknice jezgre DNA ( ITS) i plastidne rps16 intronske (rps16) regije. Prema molekularnim podacima, marokanska vrsta Carum tvori tri izolirane evolucijske linije udaljene od one generitipa C. carvi. Morfološka studija pokazala je da plodovi C. atlanticum pripadaju karpološkom tipu koji se znatno razlikuje od ostalih vrsta Carum. Na temelju korelacije dobivenih karpoloških i molekularnih podataka, predlažemo prijenos C. atlanticum u novi monotipski rod Berberocarum, endem visokog Atlasa.

## Sinonimi
- Carum atlanticum (Coss. ex Batt.) Litard. & Maire; Bull. Soc. Hist. Nat. Afr. Nord 19: 49 (1928)
- Meum atlanticum Coss.; Bull. Soc. Bot. France 22: 59 (1875), nomen, ex Batt., J. Linn. Soc. 16: 474 (1878)